# Talsperre

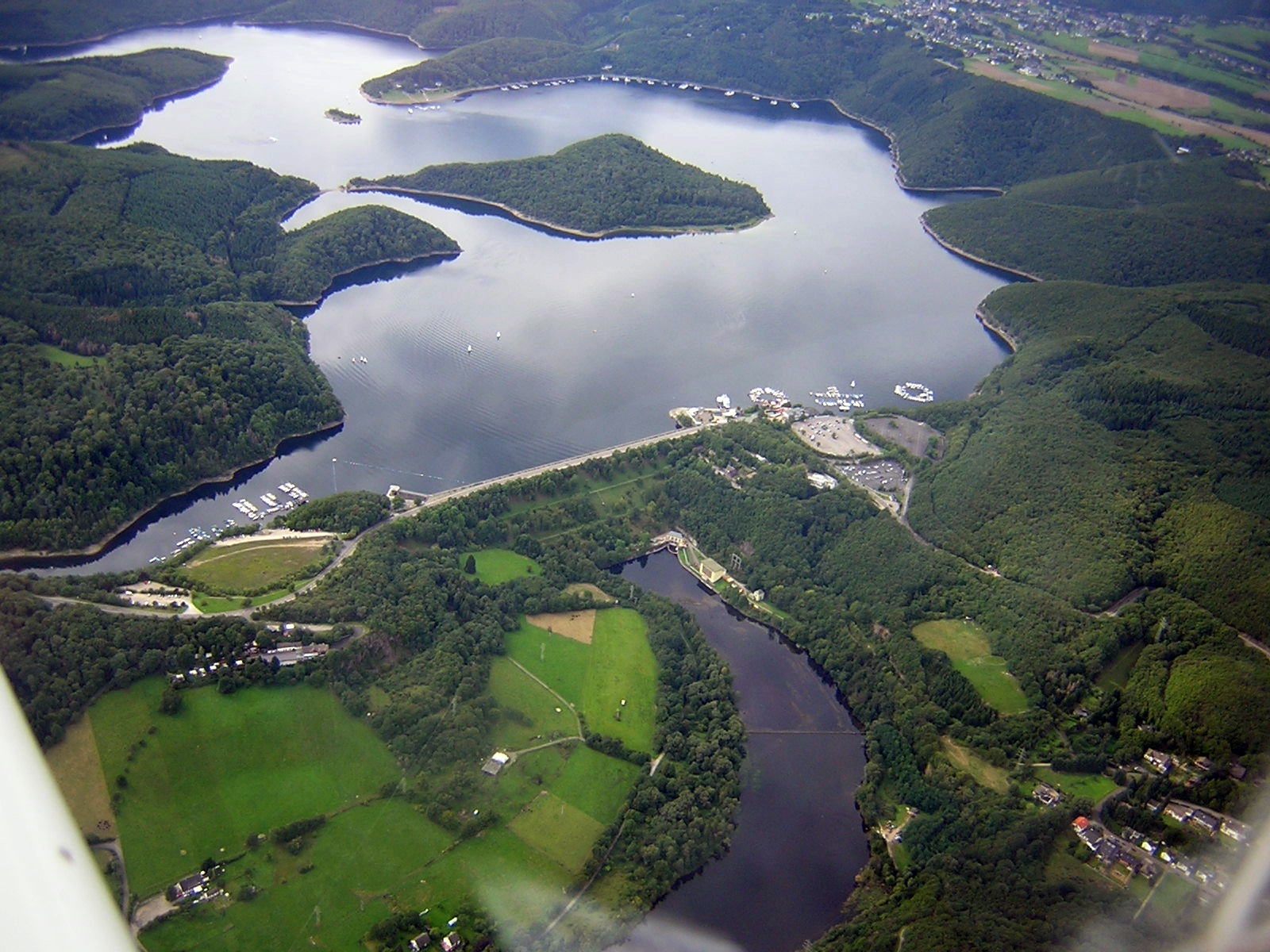
Rurtalsperre Schwammenauel in der Eifel – mit Staudamm als Sperrbauwerk

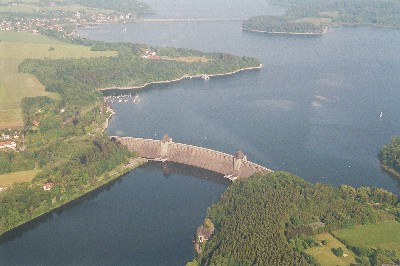
Möhnetalsperre im Sauerland – mit Staumauer als Sperrbauwerk

Eine Talsperre ist ein Ingenieurbauwerk des Wasserbaus und dient der Speicherung von Wasser, um das unregelmäßig schwankende natürliche Wasserdargebot bedarfsgerecht für die unterschiedlichen Nutzungen bereitzustellen. Mit der Ausgleichswirkung des Speichers erhöhen Talsperren die Widerstandsfähigkeit wasserwirtschaftlicher Systeme gegenüber wetter- und klimabedingten Schwankungen.
Die Bauwerke und Wasserflächen der Talsperren prägen das Landschaftsbild. Charakteristisches Merkmal ist die Lage in einem Tal, das durch einen Damm oder eine Staumauer über die gesamte Talbreite abgesperrt wird. Dadurch werden Fließgewässer zu einem Stausee aufgestaut, wobei die gegenüber liegenden Talflanken die seitlichen Widerlager für das Absperrbauwerk und die Begrenzung des Stauraums bilden.
Im technischen Sinn ist eine Talsperre mehr als die reine deutsche Wortbedeutung. Vielmehr bezeichnet die Fachwelt damit den Gesamtkomplex, der über das Absperrbauwerk und das Speicherbecken hinaus auch alle für ihre Funktionsfähigkeit notwendigen Betriebseinrichtungen einschließt. Im Wasserbau gehören Talsperren zur Gruppe der Stauanlagen, die eine künstliche Fallstufe darstellen.

## Funktionen einer Talsperre

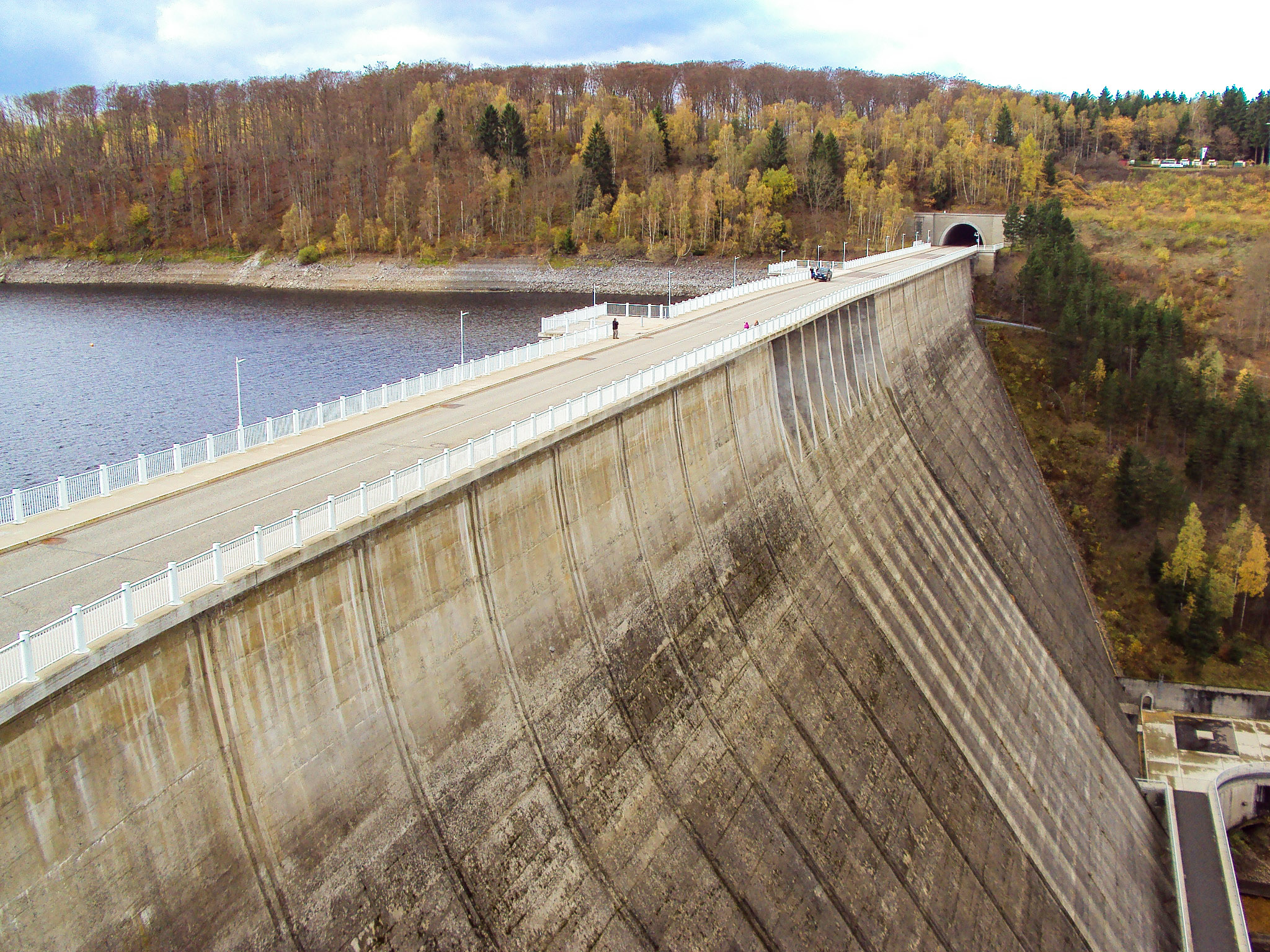
Staumauer und Stauraum der Rappbodetalsperre

Talsperren haben für den Kreislauf des Wassers eine große und entscheidende Bedeutung, weil sie in bestimmten Grenzen den natürlichen Wasserabfluss beeinflussen. Zusätzlich bieten sie den Menschen vielfältige Möglichkeiten zur Erholung und Freizeitnutzung. In der Regel sind sie Mehrzweckanlagen für unterschiedliche Zwecke. Mit einem Wasserkraftwerk kann umweltfreundlich Energie erzeugt werden und durch das Zurückhalten des Wassers und der kontrollierten Abgabe dienen sie „per se“ dem Hochwasserschutz der Unterlieger am Fluss. In Niedrigwasserzeiten ermöglicht die Speicherfunktion eine Erhöhung der Wasserführung in den Flussläufen, um beispielsweise die Schifffahrt zu ermöglichen oder die Schiffbarkeit zu verbessern. Gleichzeitig erhalten die Wasserkraftwerke im Unterlauf mehr Wasser für die Stromerzeugung und der Verdünnungseffekt dient der Verbesserung der Wasserqualität. Das Wasserdargebot ist auch nutzbar in der Industrie als Brauch- und Betriebswasser und kann zur Bewässerung landwirtschaftlicher Flächen eingesetzt werden. Unter besonderen Schutz gestellt und mit Einschränkungen bei der Freizeitnutzung sichern Talsperren als Rohwasserspender die Versorgung der Bevölkerung mit Trinkwasser.
Die einzelnen Zwecke stehen sich bei der Bewirtschaftung teilweise entgegen. Für einen optimalen Hochwasserschutz sollte der Betriebsstauraum möglichst gering gefüllt sein, wogegen bei der Nutzung zur Trinkwassergewinnung oder Energieerzeugung eine möglichst volle Talsperre gewünscht wird. Daher müssen Prioritäten festgelegt und Kompromisse gefunden werden, die am besten durch einen einzelnen verantwortlichen Betreiber wahrgenommen werden können. Talsperrenbetreiber benutzen dazu Vorhersagemodelle und erstellen ausgeklügelte Pläne für die Mengenbewirtschaftung, um die konkurrierenden Ziele in Einklang zu bringen. Grundlage sind Pegel für die Durchflussmessung im Zu- und Ablauf der Sperre. Da die Füllung der Talsperre vom Niederschlag abhängt, ist die Wetterbeobachtung eine wichtige Grundlage, weshalb häufig eigene Niederschlagsmessstationen beobachtet werden. Der Ruhrverband betreibt dazu eine Talsperrenleitzentrale, um sein Talsperrensystem mit acht Sperren zentral zu steuern und besonders für Hochwasserereignisse die Auswirkungen zu begrenzen.
Soweit die Talsperre nicht der Trinkwasserbereitstellung dient, kann der Stausee mit seinen Ufern und seine Umgebung für Freizeit- und Sportaktivitäten sowie zur Erholung genutzt werden. Durch das Aussetzen von Fischen wird der Angelsport unterstützt. Jedoch behindern die künstliche Uferstruktur und die meist wechselnden Wasserstände deren nachhaltige Fortpflanzung, sodass ein regelmäßiger Neubesatz erforderlich wird.

## Begriffe und Wasserrecht
Die DIN 4048 Teil 1 definiert die im Stauanlagenbau verwendeten Begriffe im technisch-fachlichen Sinn. Danach ist eine Talsperre eine:

„Stauanlage, die über den Querschnitt des Wasserlaufes hinaus den ganzen Talquerschnitt absperrt. Sie besteht in der Regel aus der Hauptsperre (Absperrbauwerk) mit dem Speicherbecken und Vorsperren mit Staubecken oder Speicherbecken.“

Im Text der DIN folgt eine Skizze, in der die genannten Elemente mit Pfeilen markiert sind. Danach ist das Speicherbecken, also der sich bildende Stausee bis zum Ende an der Stauwurzel, eindeutig ein Bestandteil der Talsperre, wozu auch alle notwendigen Anlagenteile und Betriebseinrichtungen einschließlich eventuelles Kraftwerk gehören. Dies wird auch in der DIN 19700 „Stauanlagen – Teil 11: Talsperren“ entsprechend formuliert.
Diese Betrachtungsweise findet sich auch juristisch im Wasserrecht, das in Deutschland in der Zuständigkeit der Bundesländer fällt. Die entsprechenden Landeswassergesetze enthalten jeweils einen Passus zu Stauanlagen bzw. Talsperren. Beispielsweise steht im NRW-Gesetz unter §75:

„Talsperren sind Anlagen zum Anstauen eines Gewässers und zum dauernden Speichern von Wasser oder schlammigen Stoffen, bei denen die Höhe des Absperrbauwerks von der Sohle des Gewässers unterhalb des Absperrbauwerks oder vom tiefsten Geländepunkt im Speicher bis zur Krone mehr als fünf Meter beträgt und das Speicherbecken bis zur Krone gefüllt mehr als 100 000 Kubikmeter umfasst.“

Deshalb fallen darunter nicht nur die ursprünglichen Sperren und Wehre in Gebirgstälern, sondern auch die Flachlandspeicher, die eine vergleichbare Lage im Hügelland einnehmen. Wird entgegen der genannten Definition nicht die ganze Talbreite, sondern nur der Fluss durch ein Wehr abgesperrt und aufgestaut ist dies gemäß DIN 4048 eine Staustufe oder Flusssperre. In Analogie gehören auch die begrenzenden Stauhaltungsdämme und Deiche mit der gesamten Stauhaltung bis zur Stauwurzel dazu. Soweit vorhanden zählt auch ein Kraftwerk oder eine Schiffsschleuse zur Staustufe. Solche Speicherseen besitzen häufig einen Namen, der auf „see“ endet wie beispielsweise der Baldeneysee in Essen. Da die Wehrhöhe größer als fünf Meter ist, gilt der See verwaltungsmäßig und juristisch als Talsperre und muss daher allen Anforderungen und einschlägigen Sicherheitsmaßnahmen zu Talsperren genügen. Entsprechend der Zuständigkeit wird dies von den Landes- oder Umweltämtern überwacht. Bei kleineren Sperren werden die Unteren Wasserbehörden wie die Landkreise und Kreisfreien Städte zuständig.
In Österreich werden die Stauseen oft als Speicher bezeichnet und gelten bei einem Speicherinhalt über 500.000 m³ als Talsperre. Eine große Talsperre besitzt dort grundsätzlich eine Höhe über Gründungssohle von mehr als 15 Metern oder weist bei Höhen zwischen 5 und 15 Metern ein Stauvolumen über drei Millionen Kubikmeter auf. Das Schweizer Talsperrenkommittee listet die nationalen Talsperren unter ihrem Seenamen.
Im Englischen ist der Begriff dam für eine Talsperre gebräuchlich, wobei dam sowohl für einen Staudamm als auch für eine Staumauer verwendet wird. Die Internationale Kommission für große Talsperren (ICOLD=International Commission On Large Dams) benutzt das ICOLD-Kriterium als Kriterium für große Talsperren und listet insgesamt weltweit über 55.000 Talsperren.

### Ausbaugrad
Für die Speicherfunktion einer Talsperre ist der Ausbaugrad ein wichtiger Parameter. Es handelt sich hierbei um das Speichervolumen des Stauraumes dividiert durch das Volumen des Jahreszuflusses. Sehr gut ausgestattete Talsperren haben einen Ausbaugrad von 1,0 (100 %) oder mehr. Aber auch Talsperren mit einem Ausbaugrad von 0,3 (30 %) sind noch in der Lage, Hochwässer deutlich zu dämpfen und begrenzt Niedrigwasser aufzuhöhen. Es gibt auch Talsperren mit einem Ausbaugrad von 1 bis 2 %, doch können diese kaum zur Speicherbewirtschaftung genutzt werden.

## Klassifizierung der Absperrbauwerke
Man unterscheidet folgende Ausführungen der Absperrbauwerke:

### Staudamm
Die Talsperre wird aus Gestein und Erde aufgeschüttet. Die Stabilität des Bauwerks ist durch das Eigengewicht und den flachen Böschungswinkel gegeben. Bei der Abdichtung wird zwischen einer Oberflächendichtung und einer Kerndichtung unterschieden.
Bei der Oberflächendichtung wird der Damm auf der Wasserseite zum Beispiel durch eine Lehm- oder Tonschicht abgedichtet. Es gibt jedoch auch andere Ausführungen dieser Dichtungsart – wie etwa Asphaltschichten. Der Nachteil bei dieser Ausführung ist, dass die Dichtung Witterungseinflüssen und Wellenschlag ausgesetzt ist und daher eher einem Verschleiß unterliegt.
Bei der Kerndichtung befindet sich ein sogenannter Dichtriegel im Innern des Dammes. Der Nachteil dieser Ausführung ist, dass spätere Nachbesserungen oder Sanierungen erheblich erschwert sind. Darüber hinaus steht als Widerlager gegen die horizontal wirkenden Kräfte (der Wasserdruck ist gegen den Damm gerichtet) nur der Dammschüttkörper hinter der Kerndichtung zur Verfügung, denn der Wasserdruck wirkt auf die Dichtung. Damit kommen Dämme mit Oberflächendichtung mit weniger Dammschüttmaterial aus.
Der Überlauf (Hochwasserentlastungsanlage) wird bei Erddämmen meist gemauert oder betoniert ausgeführt und möglichst auf gewachsenen Boden oder besser sogar auf Fels gegründet.
Diese Sperren werden oft, aber nicht ausschließlich, für kleine Becken an kleinen Flüssen verwendet. Eine weitere Einsatzmöglichkeit sind auch große Talquerschnitte mit schwierigem Baugrund. Wenn aufgrund der Baugrundverhältnisse wie beispielsweise eine geringe Druckfestigkeit des anstehenden Bodens nur geringe Bodenpressungen möglich sind, ist die Dammkonstruktion wegen ihrer großen Aufstandsfläche eine der besten Lösungen für eine Talsperre.
Beispiele:
- Trinkwassertalsperre Frauenau
- Stausee Göscheneralp
- Mattmarksee

### Gewichtsstaumauer
Diese Mauern werden im Kern aus Mauerwerk oder Beton hergestellt. Die Oberfläche wird abgedichtet und die Mauerkrone befestigt. Diese Talsperrenart hält dem Druck der Wassermassen allein auf Grund ihres Gewichtes stand.
Beispiele:
- Grande Dixence
- Moosersperre
- Rappbode-Talsperre
- Edertalsperre

### Bogenstaumauer oder Gewölbestaumauer
Bei sehr hohen und nicht sehr breiten Tälern werden vorrangig Bogenstaumauern angewendet. Die Mauer ist nicht eben, sondern bildet einen gegen die Wasserseite vertikal und horizontal gespannten Bogen. Der durch das Wasser erzeugte Druck auf die Mauer wird über den Bogen auf die seitlich im Berg gelegenen Fundamente abgeleitet. Bei dieser Mauerform ist die Bindung an den Fels besonders wichtig. Bogenstaumauern werden beispielsweise bei Stauseen in der Schweiz und in Österreich am häufigsten angewendet.
Beispiele:
- Kölnbreintalsperre
- Drossensperre
- Lac de Mauvoisin

### Bogengewichtsmauer

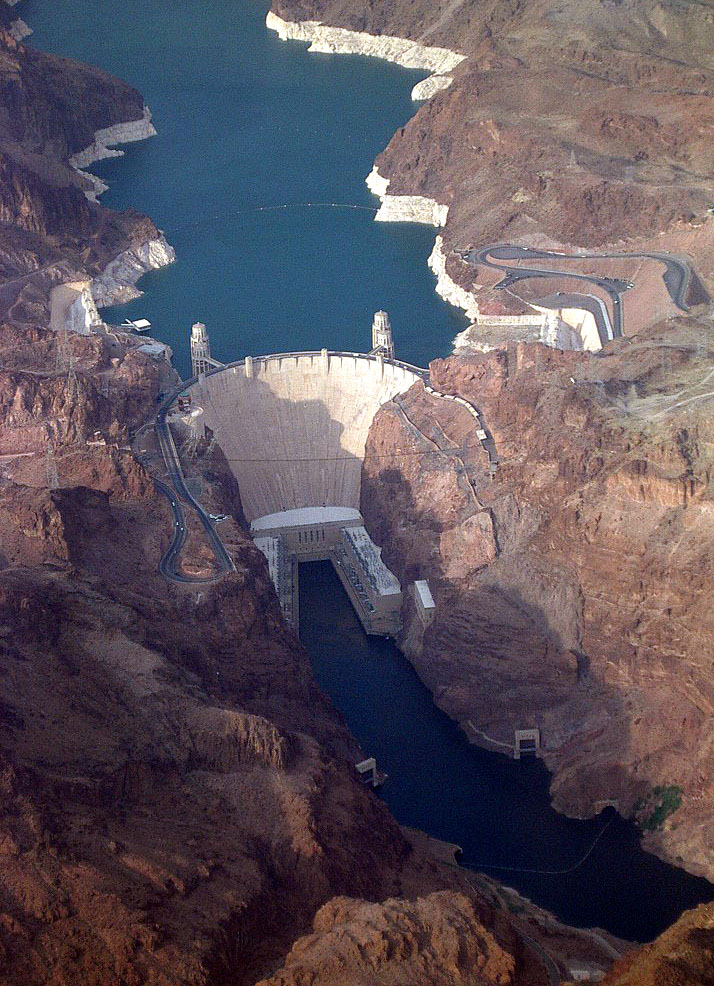
Mauer und Stauraum des Hoover Dam

Als Mischform zwischen reinen Bogenstaumauern und Gewichtsstaumauern:
Ein Teil der Lasten wird über Bogenwirkung abgetragen, der Rest durch die Kragträgerwirkung der Mauer. Die notwendige Aufstandsfläche ist geringer als bei einer Gewichtsstaumauer. Die Vorteile sind gegenüber einer Gewichtsstaumauer eine geringere Masse und gegenüber einer Bogenstaumauer die geringere Belastung der Talflanken und geringere Wirkung des Schwindens des Betons.
Beispiele:
- Hoover Dam
- Sajano-Schuschensker Stausee
- Okertalsperre
- Zervreilasee

### Pfeilerstaumauer
Eine Pfeilerstaumauer ist im Wesentlichen eine Betonstaumauer mit Pfeilern, die die Kräfte in den Untergrund ableiten, sowie mit materialsparenden Zwischenräumen.
Beispiele:
- Lucendro
- Oleftalsperre
- Linachtalsperre

## Bauwerke und Betriebseinrichtungen
- Viele Talsperren haben eine Vorsperre, die ein Vorbecken aufstaut. Sinn der Vorsperre ist in der Regel, Fremd- und Trübstoffe sowie Sedimente von der Hauptsperre möglichst fernzuhalten. Darüber hinaus minimiert eine Vorsperre mit festem Dauerstau die nicht immer ästhetisch anmutenden trockenfallenden Uferzonen im Stauwurzelbereich.
- Das Überlaufbauwerk beziehungsweise die Hochwasserentlastungsanlage führt große Hochwässer schadlos am Absperrbauwerk vorbei.
- Der Grundablass dient der Regulierung des Wasserspiegels, insbesondere bei Hochwasser, bei Bautätigkeiten und bei einer völligen Entleerung der Talsperre.
- Die Betriebswasserentnahmeleitung entnimmt im regulären Betrieb das Wasser für den Turbinenbetrieb, die Trinkwassergewinnung und/oder die Unterwasserabgabe. Sie kann baulich mit dem Grundablass verbunden sein, wird aber häufig als separate Leitung ausgeführt.
- Die Nachsperre bzw. das Ausgleichsbecken unterhalb der Hauptsperre gleicht unregelmäßige, durch Turbinenbetrieb zur Spitzenstromerzeugung entstandene Unterwasserabgaben aus und gewährleistet eine kontinuierliche Abgabe ins Unterwasser.
- Mindestens ein Zulauf- und ein Unterwasserpegel dokumentiert bei den größeren Talsperren die hydrologische Situation und die korrekte Betriebsweise.
- Mess- und Kontrolleinrichtungen zur Messung und Aufzeichnung des Wasserspiegels, der Verformung des Absperrbauwerkes, des Sickerwassers und des Wetters.

## Sicherheit
Talsperren-Katastrophen können enorme Schäden verursachen. Deshalb werden hohe Anforderungen an die Projekte, den Bau und den Betrieb sowie an die Kontrolle großer Stauanlagen gestellt. Mehrere mögliche Bedrohungen können zu einer Gefahrensituation führen:
- Verhaltensanomalie des Bauwerks (z. B. Verschiebung, Verformung) oder seines Untergrunds (z. B. Veränderung der Sickerströmung);
- Hangrutschung oder Massesturz (Bergsturz, Gletscherabbruch) in den Stauraum;
- extremes Hochwasser;
- stärkeres Erdbeben;
- Sabotage oder militärische Einwirkung.

Die drei ersten Bedrohungen werden in der Regel früh erkannt, so dass Maßnahmen ergriffen werden können, bevor die Bevölkerung evakuiert werden muss (bei Hangrutschungen beispielsweise das Anlegen von Drainagen oder das vorsorgliche Absenken des Stausees).

### Sicherheitsmaßnahmen
Die in der Regel gesetzlich vorgeschriebenen Sicherheitskonzepte umfassen:
- die konstruktive Sicherheit, die eine entsprechende Planung und Realisierung der Anlagen voraussetzt;
- die Überwachung, welche die Einrichtung einer straffen Überwachungsorganisation voraussetzt;
- das Notfallkonzept, das entsprechende Vorbereitungen für den Gefährdungsfall voraussetzt.

#### Konstruktive Sicherheit

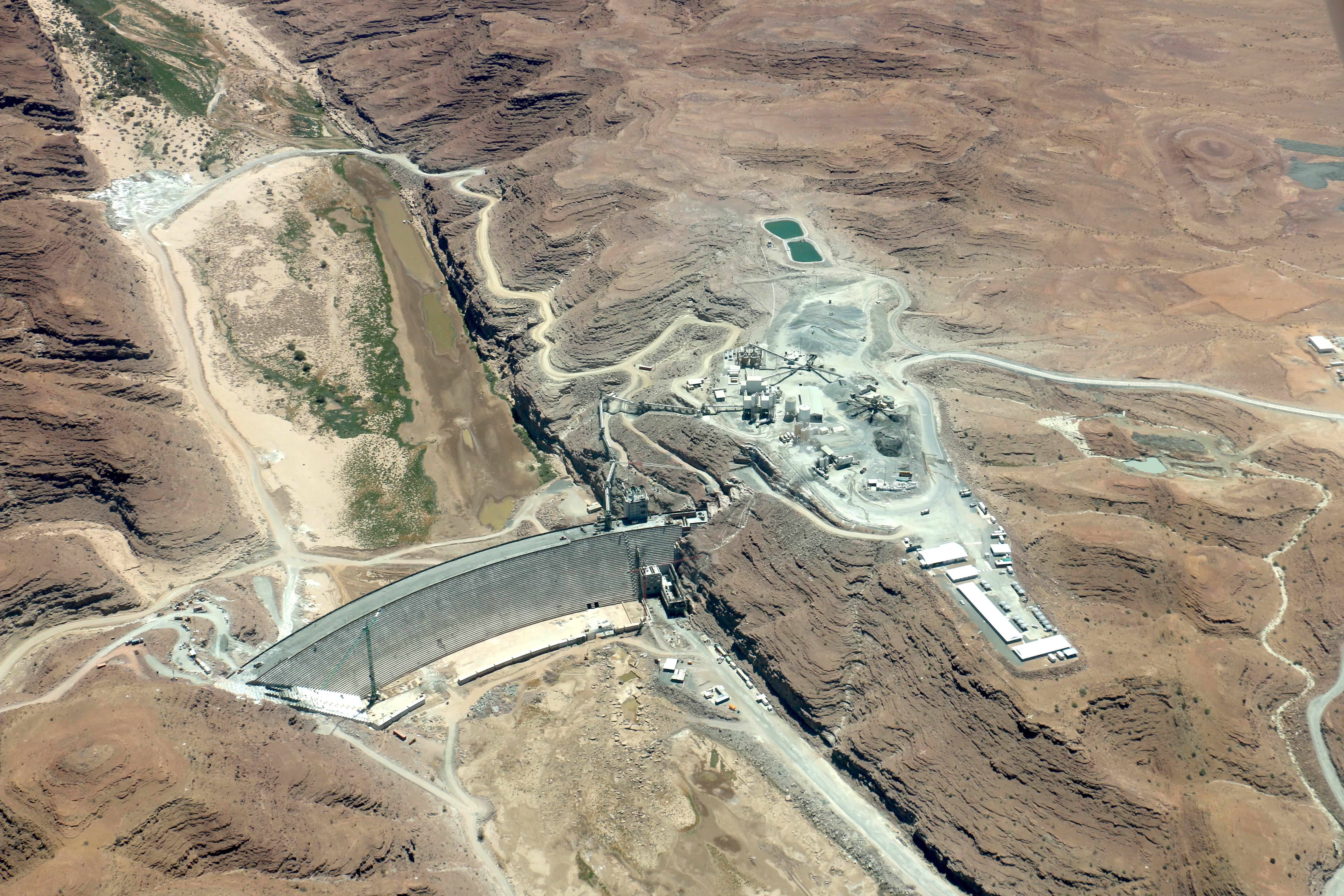
Die Neckartal-Staumauer in Namibia. Gut sichtbar ist die seitliche Einbindung im Felsen.

Die konstruktive Sicherheit wird dadurch gewährleistet, dass die Anlagen so geplant und realisiert werden, dass sie allen vorhersehbaren Last- und Gebrauchsfällen sicher standhalten. Bei der Planung sind alle Einwirkungen, die eine Stauanlage beeinflussen können, zu berücksichtigen. Man unterscheidet zwischen ständigen Einwirkungen, wie dem Eigengewicht, veränderlichen Einwirkungen, wie dem Wasserdruck oder Sedimenten, klimatischen Einwirkungen und schließlich zufälligen Einwirkungen, wie Hochwasser oder Erdbeben.
Um bei Bedarf den Wasserspiegel absenken oder einen See in kürzester Zeit leeren und, wenn nötig, auch leer halten zu können, müssen entsprechende konstruktive Vorkehrungen (Grundablass) getroffen werden. Überdies muss jede Stauanlage auch bei vollem Becken die Hochwasser über eine Hochwasserentlastung sicher abführen oder durch einen entsprechenden Freiraum im Staubecken vollständig zurückhalten können.

#### Überwachung
Die regelmäßige und genaue Überwachung der Stauanlagen soll es erlauben, jede Beeinträchtigung ihrer Sicherheit rechtzeitig erkennen zu können. Dies erfolgt in der Regel durch visuelle Kontrollen, Direktmessungen und Funktionsproben der beweglichen Abschluss- und der Entleerungsvorrichtungen. Die Überwachung umfasst:
- Hochwasserentlastung: Die Hochwasserentlastung dient dem kontrollierten Ableiten von Hochwässern für den Fall, dass der Speicher bereits voll ist und im Einzugsgebiet des Speichers sehr viel Regen fällt. Durch Öffnungen in der Staumauerkrone, über die eine Brücke führt, kann das Wasser im Hochwasserfall geordnet abfließen.
- Grundablässe: Durch die Grundablässe kann der Speicher bei Gefahr rasch geleert werden.
- Überwachung durch Begehung: Die visuellen Kontrollen erlauben nicht nur, den Zustand der Stauanlage und der zugehörigen Nebenbauwerke (Verwitterung der Materialien, Rissbildung usw.) zu überprüfen, sondern auch denjenigen der sichtbaren Bauteile der Fundamente und der Abstützung der Flanken des Stauraumes. Weltweit werden gegen 70 Prozent der besonderen Ereignisse bei Stauanlagen durch visuelle Kontrollen festgestellt.
- Messtechnische Überwachung
Mit einem umfangreichen Messsystem wird erfasst, wie die Talsperre auf die Wasserdruckbelastung und andere äußere Einflüsse reagiert.
  - Wetterstationen: Wetterstationen liefern Temperatur- und Niederschlagswerte. Sie werden gebraucht, um das Verhalten der Sperre beurteilen zu können. Die Wetterwerte werden aber auch benötigt, um den Speicherinhalt optimal zu nutzen.
  - Geodätische Messungen: Mindestens einmal jährlich werden geodätische Messungen durchgeführt. Das sind absolute Lage- und Höhenmessungen.
  - Wassermessungen: Das Messen der Sickerwässer ist bei Talsperren besonders wichtig. Vor allem der Untergrund von Sperren ist nie vollständig dicht. Sickerwässer im Untergrund gehören zum normalen Betrieb von Talsperren. Die Sickerwässer lassen Rückschlüsse auf Veränderungen im Sperrenkörper und im Sperrenuntergrund zu. Der Wasserdruck im Fundament von Sperren hat als Sohlenwasserdruck bei Gewichtsmauern besondere Bedeutung. Er wirkt aus dem Gebirgsfundament auf den Sperrenkörper. Durch ausreichendes Ableiten des Sickerwassers wird die Standsicherheit der Sperre gewährleistet. Der Druck auf die Sohle der Sperre wird ständig mit Piezometern oder Manometern gemessen.
  - Verformungsmessungen: Das Messen der Verformungen beruht auf dem physikalischen Prinzip, dass sich jedes Bauwerk verformt, wenn es belastet wird. Staumauern werden durch Wasserdruck und Temperaturschwankungen belastet. Die dadurch auftretenden Verformungen bei Talsperren sind jedoch so gering, dass sie mit freiem Auge nicht zu erkennen sind. Beispielsweise betrug die Durchbiegung der Bogenstaumauer des Kopssees beim ersten Vollstau bis zu 55 mm.[13] Mit Hilfe verschiedener Spezialinstrumente werden alle Bewegungen registriert. Eine Maßnahme ist beispielsweise die so genannte Fugenspaltmessung.
  - Extensometermessung: Bei der Extensometermessung wird die Längenänderung der Staumauer in verschiedene Richtungen der Staumauer registriert.
  - Lotmessung: Mit einem Lot im Innern der Staumauer wird gemessen, ob sich die Dammkrone horizontal verschiebt.
  - Inklinometermessung: Das Inklinometer misst mögliche Veränderungen des Neigungswinkels einer Staumauer.

#### Notfallkonzept
Zudem ist in vielen Ländern die Erstellung eines Notfallkonzepts vorgeschrieben, damit die Bewohner unterhalb einer Stauanlage informiert und im Bedarfsfall evakuiert werden können. In der Schweiz bestehen für die Nahzone der 62 Stauanlagen von mehr als 2 Millionen m³ Stauraum sirenenbasierte Wasseralarmsysteme. Als Nahzone gilt das Gebiet, das bei plötzlichem totalem Bruch der Anlage innerhalb von zwei Stunden überflutet wird.
In Vorarlberger Montafon, Brandner Tal und Walgau gibt es ein Typhon-Warnsystem des mehrere Stauseen betreibenden Stromerzeugers Illwerke vkw, das einmal im Jahr erprobt und im Ernstfall mit Rundfunkdurchsagen ergänzt wird.

### Sicherheitsregeln in den einzelnen Ländern

#### Deutschland
Die Überwachung findet in Deutschland in Abstimmung mit der staatlichen Aufsichtsbehörde des jeweiligen Bundeslandes statt. Einmal im Jahr erfolgt eine Talsperrenschau. Die Aufsichtsbehörde besichtigt mit dem Betreiber den Staudamm mit den dazugehörenden Anlagen. Jährlich muss für jede Talsperre ein Sicherheitsbericht erstellt werden. Grundlage für den Bericht ist das vom DVWK (Deutscher Verband für Wasserwirtschaft und Kulturbau) herausgegebene Merkblatt 231 „Leitfaden Sicherheitsbericht Talsperren“. In größeren Abständen (ca. alle 10 Jahre) müssen die Talsperren einer vertieften Überprüfung unterzogen werden.
Für jede Talsperre existiert ein „Talsperrenbuch“ mit folgenden Bestandteilen:
- Angaben und Entscheidungen aus der Planungs- und Bauzeit
- Zusammenstellung der Antrags- und Genehmigungsunterlagen
- Beschreibung der Gesamtanlage
- Beschreibung der Einzelbauwerke
- Betrieb und Unterhaltung
- Zeichnerische Darstellung

#### Österreich
In Österreich ist für die Beurteilung der Sicherheit sowohl von neu zu errichtenden Talsperren, als auch für die weitere Genehmigung einer bestehenden Anlage, die Staubeckenkommission zuständig. Die Überwachung der Sicherheit einer Talsperre obliegt der Eigentümerin, allerdings werden auch von staatlichen Organen unabhängige Sicherheitsüberprüfungen durchgeführt.

## Nebenwirkungen

### Ökologische Risiken
Talsperrenbauten sind mit erheblichen ökologischen Veränderungen und Beeinträchtigungen von Natur und Landschaft verbunden. Das natürliche Fließgewässerregime wird in der Regel erheblich verändert und stört radikal die Ökologische Durchgängigkeit. Eine ungehinderte Wanderung von Fischen und wirbellosen Kleinlebewesen stromauf und stromab wird nachhaltig unterbunden. In Europa gilt dafür die Europäische Wasserrahmenrichtlinie (WRRL) aus dem Jahr 2000, die für alle Fließgewässer eine lineare Durchgängigkeit fordert, um einen „guten ökologischen Zustand“ zu erreichen, der vom Menschen nur gering beeinflusst ist.
Die Risiken wachsen mit der Größe der Talsperre. Mehrere Nationen und internationale Banken sind zu dem Schluss gekommen, dass die Langzeitfolgen von Großstaudämmen nicht vorhersehbar sind. Wo sie vorhersehbar waren, wurden Studien teilweise nicht veröffentlicht. Belegt ist dies in Deutschland durch die Nichtveröffentlichung von Gutachten für eine Hermes-Bürgschaft für den Ilisu-Staudamm.
Die USA haben erklärt, keine Großstaudämme mehr zu realisieren, da die ökologischen Schäden zu groß seien. Schon heute investiere man Milliarden Dollar, um die Auswirkungen der bestehenden Dammbauten zu lindern. China dagegen verwirklichte den Drei-Schluchten-Damm trotz der Warnungen vieler Wissenschaftler und Politiker vor den Folgen des Staudammbaus. Dort wurden die Hauptgegner – von Umsiedlung betroffene Bevölkerung, Umweltschützer, Politiker und das Militär – mit verschiedenen Mitteln politisch ruhiggestellt. Die Berichterstattung über die bereits eingetretenen Folgen wie Hangabgänge und Wasserverschmutzung wurde behindert. Nach jahrelangen Druck von Gewässerforschern und Naturschützern zum Rückbau von „überflüssigen Dämmen und Wehren“ wurden in den USA seit 1990 insgesamt rund 1.400 Stauwerke zurückgebaut, davon wurden 82 Dämme im Jahr 2018 abgerissen. In Schweden wurden in dieser Zeit 1.600 und in Frankreich 2.400 zumeist kleinere Bauwerke demontiert. Sie wurden als Wasserspeicher nicht mehr benötigt oder beeinträchtigten die Ökosysteme schwer. Nach Darstellung der Umweltorganisation Dam Removal Europe gibt es in Frankreich, Großbritannien, Polen und Spanien 30.000 entbehrliche Wehre, die als unnatürliche Barrieren für den schlechten ökologischen Zustand europäischer Flüsse verantwortlich seien.
Bei Speicherkraftwerken, die meist im Schwallbetrieb gefahren werden, besteht die Gefahr einer sogenannten Schwallwasserbildung: Bei abgeschaltetem Kraftwerk ist das Unterwasser fast trocken, bei laufendem Betrieb sind im Fluss hochwasserähnliche Zustände. Neben den ökologischen Auswirkungen eines derartigen Betriebes ist es hier auch denkbar, dass Menschen durch den plötzlich einsetzenden Wasserschwall gefährdet werden.
Neben der Gefahr eines Dammbruchs wird in einigen Gebieten auch die Gefahr der Auslösung von Erdbeben („reservoir induced seismicity“) vermutet.
Talsperren, die einem Speicherbetrieb unterliegen, haben jahreszeitlich bedingt wechselnde Wasserstände. Die trockenfallenden Uferflächen weisen oft nur eine geringe oder gar keine Vegetation auf, bestehen dann aus Geröll oder Schlamm und werden von manchen Kritikern „Mondlandschaften“ genannt. In einigen Talsperren haben sich aber extrem seltene Pflanzen auf genau diesen Flächen ausgebreitet und benötigen für ihren Fortbestand weiterhin wechselnde Wasserstände. Hierzu gehören zum Beispiel Strandling, Hirschsprung und Quirlige Knorpelmiere.

### Geschiebeführung und Sedimente
Das den Stauseen zufließende Wasser enthält stets auch Feststoffe in Form von Partikeln, aber auch Geröll, die sich während des Stillstands im Stauraum absetzen. Im Gigerwaldsee beispielsweise steigt der Boden am Stauseegrund daher jährlich um 40 cm. Die Sedimentierung kann den Betrieb einiger Talsperren stark beeinträchtigen. Obwohl weiterhin Talsperren errichtet werden, stagniert das Gesamtstauvolumen der Stauseen auf der Erde, da sich Stauräume immer mehr mit Sediment zusetzen. So ist der Stausee El Mansour Eddahbi und auch der Gezhouba-Staudamm bereits zur Hälfte versandet. Um dem entgegenzuwirken, kann mittels ökologisch problematischer Stauraumspülung oder Schwimmbaggern o. ä. regelmäßig angefallenes Sediment entfernt werden, letzteres verursacht jedoch nicht selten ein Entsorgungsproblem. Im Unterlauf unterhalb des Stausees kann sich das Gewässer hingegen aufgrund fehlender Sedimentfracht deutlich vertiefen. Die Ausprägung von Sedimentproblemen ist stark abhängig von der Nutzung, der Vegetation und des Geländereliefs des Einzugsgebietes und kann daher sehr unterschiedlich ausfallen.

### Auswirkungen auf Makro- und Mikroklima
Aufgrund des Albedo-Effekts können Speicherseen zur Erwärmung des lokalen Klimas beitragen, wodurch es Jahre, teils Jahrzehnte dauert, bis Speicherkraftwerke einen positiven Klimaschutzeffekt aufweisen, insbesondere in den Tropen. Auch kann sich anaerob zersetzende Biomasse erhebliche Mengen Methan freisetzen, welches stärkere Treibhauswirkung pro Gramm erzeugt als CO2.
Aus anderer Sicht ist aber der Einfluss solcher Faktoren auf die globale Erwärmung wissenschaftlich gesehen eher vernachlässigbar. Auch bei lokaler Betrachtungsweise integraler Effekte ist die vergleichsweise hohe Wärmekapazität von Wasser gegenüber der Landmasse dominant. Dadurch werden sowohl die täglichen, als auch die saisonalen Temperaturschwankungen gedämpft (siehe unten). Mit gekoppelten numerischen Modellen erhofft man sich, zukünftig zu einer ganzheitlichen Perspektive gelangen zu können, um weitergehende Aussagen zur Rolle von Stauseen und damit verbundenen Effekten bzw. Aktivitäten im regionalen und globalen Kontext machen zu können.
Durch die hohe Wärmekapazität von Wasser und die enormen Mengen an Energie, die benötigt werden, um den Aggregatszustand von Wasser von fest nach flüssig bzw. von flüssig nach gasförmig zu verändern (und welche beim umgekehrten Vorgang wieder frei werden), haben große Wasserflächen – darunter auch große Stauseen – einen moderierenden Einfluss auf das lokale Klima. Im Vergleich zur Situation vor Entstehung des Stausees werden Sommer im Schnitt weniger warm und Winter im langjährigen Mittel weniger kalt. Gleichzeitig ist mit vermehrtem Niederschlag zu rechnen, dies kann jedoch durch Winde, Hanglagen o. ä. lokal komplex und unvorhergesehen beeinflusst werden. Der Effekt ist (auf geringerer Skala) vergleichbar mit ozeanischem Klima. Zusätzlich bietet eine flache Seeoberfläche weniger Hindernisse für Winde als ein besiedeltes und bewaldetes Tal, sodass sich Winde in Stärke und Richtung ändern können. Je größer die Wasseroberfläche, desto größer sind diese Effekte.

### Soziale und gesellschaftliche Folgen
Talsperrenbauten sind meist Großbauwerke, die ein behördliches, bei größeren Vorhaben auch politisches Bewilligungsverfahren durchlaufen müssen. Neben ökologischen Aspekten sind auch gesellschaftliche und soziale Folgen unübersehbar – insbesondere dann, wenn eine namhafte Anzahl Personen umgesiedelt werden müssen, da ihr bisheriger Lebensraum überflutet wird. Bei eher kleineren Bauten sind auch soziale Veränderungen nicht zu vernachlässigen. Dazu zählen auch Unternehmen, die erst durch den gelieferten Strom des Kraftwerks, für das die Talsperre gebaut wurde, angesiedelt werden. Kleinere Talsperren als Wasserspeicher können auch soziale Umwälzungen nach sich ziehen, wenn z. B. in einer ariden Gegend nun Landwirtschaft möglich wird.

## Geschichte

### Weltweit
Die älteste noch teilweise erhaltene Talsperre der Erde ist das Sadd-el-Kafara im Wadi el Garawi bei Kairo, Ägypten (verschiedenen Angaben zufolge zwischen 2950 und 2500 v. Chr. erbaut).
Ein Vorläufer heutiger Talsperren war das kupferzeitliche Trinkwasserreservoir von Jawa im heutigen Jordanien mit einem Erd- und Steindamm, das auf das 4. Jahrtausend vor Christus datiert wird und das zur Bewässerung und zur Wasserversorgung gebaut wurde.
Weitere bedeutende große Talsperrenbauten des Altertums sind Nimrods Staudamm in Mesopotamien, der um 2000 v. Chr. südlich von Samarra gebaut wurde, um den Tigris umzuleiten, der Staudamm von Ma'rib um 750 v. Chr. im Jemen, der 31 m hohe Staudamm Anfengtang von 591 v. Chr. in China, der 34 m Damm Paskanda Ulpotha auf Sri Lanka von 460 v. Chr., der 30 m hohe Steinkastendamm von Gukow in China von 240 v. Chr., und die römische Staumauer von Subiaco die etwa 60 n. Chr. gebaut wurde und mit 40 bis 50 m bis 1305 die höchste der Welt war.
Die Römer errichteten Talsperren vor allem in den trockenen Randbereichen ihres Imperiums. Ihre Ingenieure führten zahlreich innovative Konzepte in den Talsperrenbau ein, darunter die ersten Bogengewichtsmauern, Bogenstaumauern, Pfeilerstaumauern und Vielfachbogenmauern (siehe Römische Talsperre).

### Deutschland
Die ältesten Talsperren Deutschlands sind:
- Mittlerer Pfauenteich (1298)
- Gräfingründer Teich (vor 1310)
- Greifenbachstauweiher (1396)
- Großer Galgenteich (1465)
- Filzteich (1485)
- Oberer Großhartmannsdorfer Teich (1593)
- Oberer Kiliansteich (1610)
- Teufelsteich (1696)
- Birnbaumteich (1699)
- Wilhelmsthaler See (1712)
- Oderteich (1722)

Älteste Trinkwassertalsperre Deutschlands ist die Eschbachtalsperre in Remscheid (1891). Ihrem Bau folgten in rascher Folge weitere Talsperren (siehe Liste von Talsperren in Deutschland): bis Ende 1914 wurden etwa 37 Talsperren fertiggestellt.

### Österreich
In Österreich sind Talsperren zumeist als Wasserkraftwerke ausgeführt und werden von Energieversorgungsunternehmen betrieben, da die (Trink-)Wasserversorgung nie ein Problem darstellte. Kleinere Sperrbauwerke wurden im ausgehenden Mittelalter im Rahmen des Holztriftes errichtet, wobei später mit der Chorinsky-Klause oder der Prescenyklause beachtliche Dimensionen erreicht wurden. Die Seeklause in Steeg aus dem 16. Jahrhundert diente der Regulierung des Wasserstandes des Hallstätter Sees. In Wien wurde die Wasserversorgung bereits im 16. Jahrhundert durch Wasserleitungen sichergestellt (siehe: Wiener Wasserversorgung). Das Wasser der zwischen 1895 und 1898 errichtete Talsperre des Wienerwaldsees wurde zu Beginn als Nutzwasser an die Stadt Wien verkauft. Nach entsprechenden Umbauten wurde dem See später zwar auch Trinkwasser entnommen, heute dient der Stausee als Rückhaltebecken und der Naherholung. Die ersten Talsperren für Wasserkraftwerke wurden knapp nach dem Ersten Weltkrieg in Erlaufboden, Enzigerboden und am Spullersee errichtet, alle für den Bahnstrom.

### Schweiz

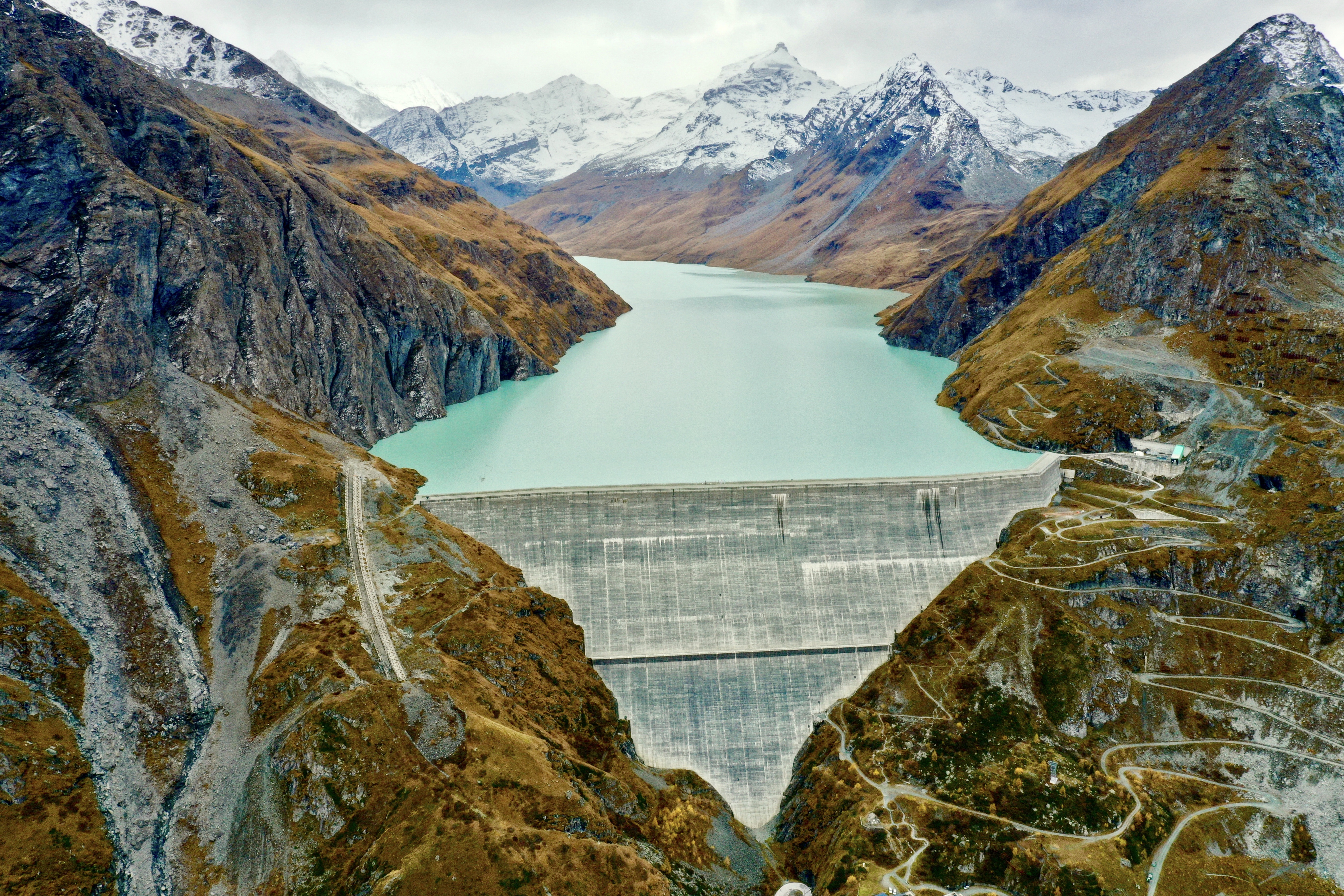
Staumauer Grande-Dixence mit Stausee Lac des Dix

Im 19. Jahrhundert, mit dem Beginn der Industrialisierung, wurde in der Schweiz mit dem Bau zahlreicher Stauanlagen für die Stromerzeugung begonnen. Am Anfang wurden größere Laufkraftwerke an den Flüssen des Mittellandes gebaut, später folgten Speicherwerke im Alpenraum. In der ersten Hälfte des 20. Jahrhunderts entstanden bemerkenswerte Anlagen: die Stauanlage von Montsalvens, die erste Bogenstaumauer Europas, oder die Stauanlage Schräh, die weltweit erste Anlage mit einer Höhe über 100 m. Nach dem Zweiten Weltkrieg erlebte der Bau von Stauanlagen einen großen Aufschwung. Am meisten wurde in den Jahren 1950 bis 1970 gebaut. In dieser Periode wurden Talsperren mit Höhen von über 200 m realisiert (Grande Dixence, Mauvoisin, Contra, Luzzone). Heute, am Anfang des 21. Jahrhunderts, ist die Periode des intensiven Baus von Stauanlagen praktisch abgeschlossen. Neu gebaut werden vor allem noch Anlagen für den Hochwasserschutz oder für die Erzeugung von künstlichem Schnee sowie Geschiebesammler.
Die Sicherheit der großen und der mittleren Stauanlagen (rund 190 Anlagen) wird vom Bund überwacht. Davon dienen 86 Prozent der Produktion elektrischer Energie, die übrigen vor allem der Wasserversorgung (Trinkwasser, Bewässerung) oder dem Rückhalt von Hochwasser, Geschiebe oder Lawinen. Darüber hinaus gibt es mehrere Hundert kleinere Anlagen. Davon dient ein großer Teil keinem besonderen Zweck mehr (z. B. weil die Stromproduktion eingestellt wurde).